# Uruguay na Letních olympijských hrách 1928
Uruguay na Letních olympijských hrách 1928 v nizozemském Amsterdamu reprezentovalo 17 mužů v jednom sportu – fotbalu.

## Medailisté
| Medaile | Jméno | Sport  | Disciplína  |
| ------- | --- | ------ | ----------- |
| Zlato   | Andrés Mazali José Nasazzi Pedro Arispe José Andrade Santos Urdinarán Héctor Scarone Pedro Petrone Pedro Cea Lorenzo Fernández Juan Píriz Álvaro Gestido Héctor Castro Antonio Cámpolo Adhemar Canavesi Juan Pedro Arremón René Borjas Roberto Figueroa | Fotbal | turnaj mužů |